# Coppa Svizzera 1942-1943
La Coppa Svizzera 1942-1943 è stata la 18ª edizione della manifestazione calcistica. È iniziata nell'agosto 1942 e si è conclusa il 26 aprile 1943. Questa edizione della coppa vide la vittoria finale del Grasshoppers.

## Regolamento
Turni ad eliminazione diretta in gara unica. In caso di paritá al termine dei tempi supplementari, la partita veniva ripetuta a campo invertito.

### Sedicesimi di finale
| Squadra 1         | Risultato      | Squadra 2          |
| ----------------- | -------------- | ------------------ |
| 27 dicembre 1942  |                |                    |
| La Chaux-de-Fonds | 4 - 1          | Vevey              |
| 3 gennaio 1943    |                |                    |
| Basilea           | 6 - 0          | Pratteln           |
| Bienne            | 5 - 0          | Forward Morges     |
| Chiasso           | 0 - 6          | Grasshoppers       |
| Concordia Basilea | 0 - 4          | Nordstern          |
| Grenchen          | 4 - 0          | Berna              |
| Helvetia Berna    | 0 - 1          | Zurigo             |
| Lucerna           | 0 - 1          | Locarno            |
| Phönix Seen       | 2 - 7 (d.t.s.) | Brühl              |
| Pro Daro          | 0 - 4          | Lugano             |
| Sciaffusa         | 3 - 1 (d.t.s.) | San Gallo          |
| Urania Ginevra    | 3 - 4          | Cantonal Neuchâtel |
| Young Fellows     | 4 - 1          | Bienne-Boujean     |
| 10 gennaio 1943   |                |                    |
| Losanna           | 2 - 3          | Étoile-Sporting    |
| Montreux-Sports   | 0 - 4          | Servette           |
| Aarau             | 2 - 2 (d.t.s.) | Young Boys         |
| 17 gennaio 1943   |                |                    |
| Young Boys        | 3 - 1          | Aarau              |

### Ottavi di finale
| Squadra 1          | Risultato | Squadra 2         |
| ------------------ | --------- | ----------------- |
| 10 gennaio 1943    |           |                   |
| Basilea            | 9 - 2     | Sciaffusa         |
| Locarno            | 3 - 2     | Nordstern         |
| Lugano             | 2 - 1     | Zurigo            |
| Young Fellows      | 1 - 3     | Grenchen          |
| 17 gennaio 1943    |           |                   |
| Bienne             | 1 - 2     | La Chaux-de-Fonds |
| Servette           | 9 - 1     | Étoile-Sporting   |
| 31 gennaio 1943    |           |                   |
| Brühl              | 0 - 2     | Young Boys        |
| Cantonal Neuchâtel | 0 - 2     | Grasshoppers      |

### Quarti di finale
| Squadra 1        | Risultato | Squadra 2         |
| ---------------- | --------- | ----------------- |
| 28 febbraio 1943 |           |                   |
| Basilea          | 0 - 2     | Lugano            |
| Grasshoppers     | 1 - 0     | La Chaux-de-Fonds |
| Servette         | 1 - 0     | Grenchen          |
| Young Boys       | 0 - 5     | Locarno           |

### Semifinali
| Squadra 1     | Risultato | Squadra 2 |
| ------------- | --------- | --------- |
| 28 marzo 1943 |           |           |
| Grasshoppers  | 4 - 1     | Servette  |
| Lugano        | 7 - 0     | Locarno   |

### Finale
| Arbitro: | Von Wartburg (Berna) |

|                       |           |              |
| Amadò 36’ Bianchi 54’ | Marcatori | 22’ Frigerio |

## Fonti e bibliografia
Giornali
- Gazzetta Ticinese, annate 1942 e 1943.
- L'Express, annate 1942 e 1943.
- L'Impartial, annate 1942 e 1943.
- Le Temps, annate 1942 e 1943.
- Tribune de Lausanne, annate 1942 e 1943.